# Stagmatoptera praecarius
Stagmatoptera praecarius là một loài Bọ ngựa trong họ Bọ ngựa. Loài này được Linnaeus miêu tả năm 1758. Đây là loài bản địa của Hoa Kỳ.